# 拉西盖尔
拉西盖尔（法語：Rasiguères，法語發音：[ʁaziɡɛʁ] ⓘ）是法国东比利牛斯省的一个市镇，属于佩皮尼昂区。

## 地理
拉西盖尔（42°45'57"N, 2°36'32"E）面积13.72 平方千米，位于法国奧克西塔尼大區东比利牛斯省，该省份为法国大陆部分最南部的省份，涵盖了北加泰罗尼亚，北起奥德省，西接阿列日省和安道尔，南与西班牙接壤，东临地中海。
与拉西盖尔接壤的市镇（或旧市镇、城区）包括：莫里、普拉内兹、卡萨涅、卡拉马尼、朗萨克、莱斯凯尔德。
拉西盖尔的时区为UTC+01:00、UTC+02:00（夏令时）。

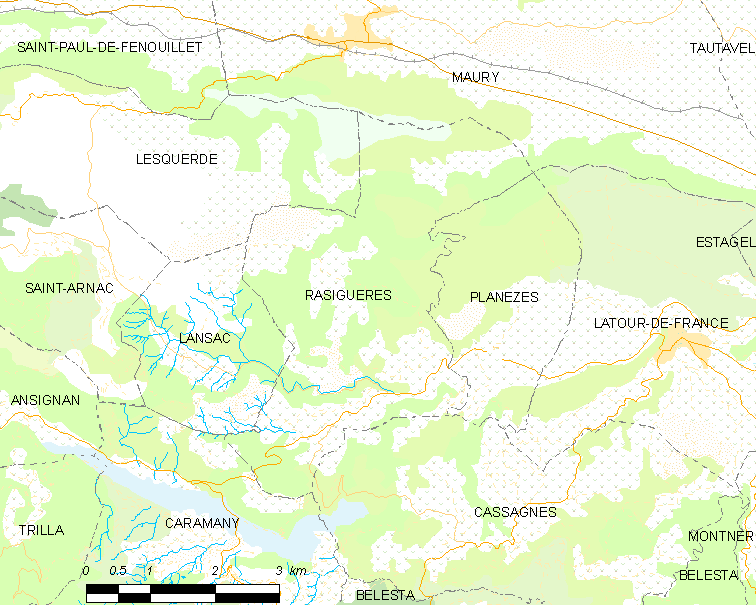
拉西盖尔的OSM定位图

## 行政
拉西盖尔的邮政编码为66720，INSEE市镇编码为66158。

## 政治
拉西盖尔所属的省级选区为阿格利河谷县。

## 人口

1962-2008年间拉西盖尔人口变化图示

拉西盖尔于2022年1月1日时的人口数量为166人。